# Spearman (Texas)
Spearman é uma cidade localizada no estado norte-americano do Texas, no Condado de Hansford.

## Demografia
Segundo o censo norte-americano de 2000, a sua população era de 3021 habitantes.
Em 2006, foi estimada uma população de 2924, um decréscimo de 97 (-3.2%).

## Geografia
De acordo com o United States Census Bureau tem uma área de
5,4 km², dos quais 5,4 km² cobertos por terra e 0,0 km² cobertos por água. Spearman localiza-se a aproximadamente 946 m acima do nível do mar.

## Localidades na vizinhança
O diagrama seguinte representa as localidades num raio de 48 km ao redor de Spearman.